# Ctenolepisma almeriensis
Ctenolepisma almeriensis es una especie de insecto zigentomo de la familia Lepismatidae. Es endémica del sudeste de la península ibérica (España).